# Centro hospitalar
Um centro hospitalar é um estabelecimento de saúde formado por um conjunto de hospitais ligados entre si, com serviços comuns, e em que cada um deles não tem autonomia administrativa nem financeira.